# Kijkcijfer
Kijkcijfer is het statistisch berekende aantal personen dat naar een specifiek televisieprogramma kijkt. Het is daarmee een maat voor de populariteit van een programma. In de regel worden enkel de kijkcijfers meegenomen van het lineair kijken. Soms worden ook de getallen van het uitgesteld kijken meegenomen. Wanneer een uitzending niet eerst op televisie wordt uitgezonden, maar direct online gepubliceerd wordt, spreekt men eerder van pageviews. 
Bij het analyseren van de kijkcijfers komen een aantal termen aan de orde. De belangrijkste daarvan zijn:
- doelgroep
- kijkdichtheid: het gemiddeld aantal personen dat naar het programma kijkt, als verhouding ten opzichte van het aantal personen in de doelgroep. Hierin worden dus ook mensen meegenomen die überhaupt geen televisie kijken gedurende het programma.
- marktaandeel: het gemiddeld aantal personen dat naar het programma kijkt, als verhouding ten opzichte van het gemiddeld aantal personen van de doelgroep dat tijdens het programma televisie kijkt. Hierin worden dus alleen mensen meegenomen die televisie kijken gedurende het programma.[1]

## Kijkcijfers in België
De kijkcijfers worden in België sinds 1997 gemeten door de bedrijven GfK Audimetrie en MediaXim in opdracht van het Centrum voor Informatie over de Media (CIM).
Het kijkgedrag wordt in kaart gebracht bij een representatief panel van 2 maal 750 gezinnen waarbij een kijkmeter geplaatst wordt die het gebruik van televisie, videorecorder, dvd, settopbox of andere apparatuur automatisch registreert. Dit panel wordt samengesteld volgens verschillende criteria zoals leeftijd, geslacht, opleidingsniveau, gezinsgrootte en woonplaats.
De zoektocht naar kandidaat panelgezinnen verloopt volgens een strikte procedure waarbij als uitgangspunt geldt dat elk gezin in België evenveel kans dient te hebben om gevraagd te worden deel te nemen. De uiteindelijke keuze van de gezinnen wordt bepaald in functie van de representativiteit van het panel. De 1500 panelgezinnen (750 in Vlaanderen en 750 in Wallonië) dienen immers een goede afspiegeling te zijn van de Belgische bevolking. Met een speciale afstandsbediening geven de panelleden aan wie op elk moment televisie kijkt. Zodoende wordt het kijkgedrag van ongeveer 3500 personen automatisch geregistreerd, die representatief zijn voor ruim 9 miljoen inwoners (vanaf de leeftijd van 4 jaar) van België.
Iedere nacht wordt de informatie naar de centrale computer van GfK Audimetrie doorgestuurd, gecontroleerd en aan de eindgebruikers bezorgd. Dagelijks wordt het bereik en de kijkdichtheid van programma’s, reclameblokken en reclamespots op de Belgische televisie gerapporteerd. Naast televisiezenders maken ook mediabureaus gebruik van de resultaten van het kijkonderzoek.
Sinds januari 2009 wordt eveneens het Time Shifted Viewing gemeten, dus niet enkel wat lineair bekeken wordt op tv, maar ook uitzendingen die men bijvoorbeeld opgenomen heeft en op een later tijdstip bekijkt of programma’s die men kan opvragen via digitale tv, worden gerapporteerd.
Resultaten over best scorende programma’s kunnen gevonden worden op de website van het CIM of rechtstreeks aangevraagd worden bij de belangrijkste Belgische televisiezenders.
Het huidige kijkcijferrecord in België werd gevestigd op 10 juli 2018, tijdens de wedstrijd België - Frankrijk in de halve finales van het wereldkampioenschap voetbal 2018. 2.494.114 kijkers stemden af op Eén. In Franstalig België is diezelfde wedstrijd geboekstaafd als best bekeken programma ooit. In totaal stemden 1.646.213 kijkers af op deze wedstrijd, die werd uitgezonden op La Une. In totaal keken dus 4.140.327 Belgen naar deze wedstrijd. In de praktijk lag het effectief aantal kijkers hoger doordat grote mensenmassa's samenstroomden om op pleinen, festivals en evenementenhallen samen de wedstrijd te volgen.

### Kijkcijferrecord per jaar
Jaarlijks geeft de organisatie CIM, de top 100 best bekeken programma's per jaar uit.
| Jaar | 1e plaats                                 | Kijkers   | 2e plaats                                | 3e plaats                                 |
| ---- | ----------------------------------------- | --------- | ---------------------------------------- | ----------------------------------------- |
| 2010 | De Slimste Mens ter Wereld (Eén)          | 1.987.000 | De allerslimste mens ter wereld (Eén)    | Witse (Eén)                               |
| 2011 | De allerslimste mens ter wereld (Eén)     | 2.140.000 | De ronde (Eén)                           | Witse (Eén)                               |
| 2012 | De Pappenheimers (Eén)                    | 2.055.000 | Witse (Eén)                              | Tomtesterom (Eén)                         |
| 2013 | Eigen kweek (Eén)                         | 1.842.000 | Salamander (Eén)                         | Geert Hoste XX (Eén)                      |
| 2014 | WK Voetbal achtste finale (BEL-USA) (Eén) | 2.372.000 | WK Voetbal (ZK-BEL) (Eén)                | WK Voetbal (BEL-ALG) (Eén)                |
| 2015 | K3 zoekt K3 (VTM)                         | 1.820.000 | EK Voetbal Kwalificaties (ISR-BEL) (Eén) | EK Voetbal Kwalificaties (BEL-ISR) (Eén)  |
| 2016 | EK Voetbal achtste finale (BEL-HON) (Eén) | 2.420.000 | EK Voetbal (BEL-ZWE) (Eén)               | EK Voetbal (BEL-ITA) (Eén)                |
| 2017 | Reizen Waes (Eén)                         | 1.944.000 | Thuis (Eén)                              | Blokken (Eén)                             |
| 2018 | WK Voetbal halve finale (FRA-BEL) (Eén)   | 2.502.000 | WK Voetbal kwartfinale - (BRA-BEL) (Eén) | WK Voetbal achtste finale (BEL-JAP) (Eén) |
| 2019 | Eigen kweek (Eén)                         | 1.880.000 | Reizen Waes Europa (Eén)                 | Kamp Waes (Eén)                           |
| 2020 | F.C. De Kampioenen Kerstspecial (Een)     | 2.382.000 | The Masked Singer (VTM)                  | Het Journaal (Eén)                        |
| 2021 | EK Voetbal achtste finale (BEL-POR) (Eén) | 2.397.200 | EK Voetbal (BEL-FIN) (Eén)               | EK Voetbal kwart finale (BEL-ITA) (Eén)   |
| 2022 | The Masked Singer (VTM)                   | 1.905.000 | WK Voetbal (BEL-CAN) (Eén)               | Taboe (Eén)                               |
| 2023 | The Masked Singer (VTM)                   | 1.837.000 | Het verhaal van Vlaanderen (VRT1)        | Dank, Weerman Frank (VRT1)                |

## Kijkcijfers in Nederland
Van alle televisieprogramma's die op de Nederlandse zenders worden uitgezonden worden kijkcijfers bijgehouden. Aan de hand van de kijkcijfers kan men zien hoeveel mensen naar een programma of zender kijken en in welke leeftijdscategorie de kijkers zich bevinden. Tevens worden aan de hand van de kijkcijfers van de programma's de kosten voor de reclamespots berekend.
Dit onderzoek wordt sinds 1 januari 2011 uitgevoerd door de bedrijven GfK en The Nielsen Company in opdracht van de Stichting KijkOnderzoek (SKO). Om dit onderzoek uit te voeren zijn 1235 huishoudens in Nederland (ongeveer 2800 personen) voorzien van apparatuur bij al hun televisies, waarmee geregistreerd wordt wie naar welke zender kijkt. Sinds augustus 2023 zijn het aantal huishoudens verhoogd naar 1650.
Voor zeventien Nederlandse zenders registreert MediaXim wat er precies wordt uitgezonden. Per uitgezonden element wordt de begin- en eindtijd geregistreerd. Voor programma's wordt geregistreerd wat de juiste titel is en wordt er een SKO codering gerapporteerd wat aangeeft wat voor een soort programma het is. Voor de spots wordt vermeld wat het merk, submerk, product, branche en adverteerder is. Tevens wordt gecontroleerd of de uitgezonden spot overeenkomt met de spot die de zender van plan was uit te zenden. Dit wordt gedaan door middel van een audio- en beeldcontrole. Deze data worden 's ochtends vroeg aan de kijkgedrag data gekoppeld zodat de belangrijkste gegevens de ochtend na uitzending al op de website van SKO staan.
Sinds 28 augustus 2023 gaat SKO door onder de naam Nationaal Media Onderzoek (NMO) en werkt sindsdien met een nieuwe methode van het meten van de kijkcijfers waarbij ze alleen definitieve kijkcijfers publiceren. Deze definitieve kijkcijfers bestaan uit de lineair aantal kijkers en worden aangevuld met de kijkers die in de eerste week het programma op een later moment terugkijken. De uitvoering van het kijkonderzoek is in handen van onderzoeksbureau Kantar Media. Hierbij werd tevens het aantal huishoudens waarbij de kijkcijfers worden gemeten uitgebreid van 1235 naar 1650 huishoudens, om zo preciezere en betrouwbare cijfers te meten. Bij deze nieuwe methode worden de kijkcijfers pas een week later openbaar gemaakt in plaats van de volgende ochtend zoals voorheen. Zenderbazen kunnen wel de lineaire kijkcijfers inzien.
NMO nam het besluit voor deze verandering omdat steeds meer mensen op hun eigen moment naar een televisieprogramma kijken in plaats van live. Volgens NMO is het kijkgedrag daardoor versplinterd en niet meer goed te meten op basis van één dag.

### Kijkcijferrecord per jaar
Het archief kijkcijfers uit de periode 1967-2001 (evenals luistercijfers uit de periode 1967-2011) is in 2018 door marktonderzoeksinstituut GfK overgedragen aan het Nederlands Instituut voor Beeld en Geluid. De kijk- en luistercijfers uit dat archief zijn daar op te vragen.
| Datum      | Zender/Omroep          | Programma                                         | Aantal    |
| ---------- | ---------------------- | ------------------------------------------------- | --------- |
| 02-02-2002 | Nederland 2/NOS        | Burgerlijk huwelijk Willem-Alexander & Máxima     | 6.028.000 |
| 19-11-2003 | SBS6                   | Kwalificatie EK voetbal 2004: Nederland-Schotland | 5.513.000 |
| 30-06-2004 | Nederland 2/NOS        | EK voetbal 2004: Nederland-Letland                | 8.512.000 |
| 30-03-2005 | SBS6                   | Kwalificatie WK voetbal 2006: Nederland-Armenië   | 3.976.000 |
| 25-06-2006 | Nederland 2/NOS        | WK voetbal 2006: Portugal-Nederland               | 8.252.000 |
| 11-02-2007 | Nederland 1/NOS        | WK schaatsen allround                             | 3.391.000 |
| 21-06-2008 | Nederland 1/NOS        | EK voetbal 2008: Nederland-Rusland                | 7.572.000 |
| 08-11-2009 | Nederland 1/KRO        | Boer Zoekt Vrouw                                  | 4.523.000 |
| 11-07-2010 | Nederland 1/NOS        | WK voetbal 2010: Nederland-Spanje                 | 8.513.000 |
| 30-01-2011 | Nederland 1/KRO        | Boer Zoekt Vrouw                                  | 5.381.000 |
| 17-06-2012 | Nederland 1/NOS        | EK voetbal 2012: Portugal-Nederland               | 7.993.000 |
| 18-05-2013 | Nederland 1/TROS       | Finale Eurovisiesongfestival 2013                 | 4.890.000 |
| 09-07-2014 | NPO 1/NOS              | WK voetbal 2014: Nederland-Argentinië             | 9.058.000 |
| 15-03-2015 | NPO 1/KRO              | Boer Zoekt Vrouw                                  | 4.634.000 |
| 14-05-2016 | NPO 1/AVROTROS         | Finale Eurovisiesongfestival 2016                 | 4.286.000 |
| 06-08-2017 | NPO 1/NOS              | EK voetbal vrouwen 2017: Nederland-Denemarken     | 5.373.000 |
| 04-02-2018 | NPO 3/AVROTROS         | De Luizenmoeder                                   | 4.745.000 |
| 07-07-2019 | NPO 1/NOS              | WK voetbal vrouwen 2019: VS-Nederland             | 5.482.000 |
| 14-12-2020 | NPO 1/NOS, RTL 4, SBS6 | Lockdownspeech Mark Rutte vanuit het torentje     | 8.400.000 |
| 27-06-2021 | NPO 1/NOS              | EK voetbal 2020: Nederland-Tsjechië               | 5.745.000 |
| 09-12-2022 | NPO 1/NOS              | WK voetbal 2022: Nederland-Argentinië             | 5.692.000 |
| 07-01-2023 | NPO 1/AVROTROS         | Wie is de Mol?                                    | 3.642.000 |
| 10-07-2024 | NPO 1/NOS              | EK voetbal 2024: Nederland-Engeland               | 6.945.000 |

De voetbalwedstrijd Nederland-Argentinië in de halve finale van het WK 2014 op woensdag 9 juli 2014, betekende een recordaantal kijkers voor de Nederlandse televisie: ruim 9 miljoen.

## Luistertijdaandeel
Een soortgelijke meetwaarde, maar dan voor de (Nederlandse) radio, is het luistertijdaandeel. De waarde daarvan wordt gegeven in percentages, en verwijst naar de totale hoeveelheid luisteraars die op een bepaald moment op een zender afstemt. De stichting Nationaal Luisteronderzoek (NLO) is in Nederland verantwoordelijk voor het meten van het radioluistergedrag sinds 1 januari 2012.
In België publiceert het Centrum voor Informatie over de Media (CIM) drie keer per jaar de radioluistercijfers. In elk van deze drie onderzoeksgolven worden ongeveer 8.000 mensen uitgenodigd om gedurende 7 dagen een luisterdagboek in te vullen. Ze vullen per kwartier in naar welke radio's ze geluisterd hebben.